# Принц Испании
Принц Испании (исп. Príncipe de España) — титул, учреждённый каудильо Испании Франсиско Франко в 1969 году для Хуана Карлоса де Бурбона в качестве преемника Франко и будущего монарха Испании.
Франко ещё в 1947 году провозгласил реставрацию монархии в Испании, но не позволил занять престол основному претенденту — Хуану, графу Барселонскому, сыну короля Альфонсо XIII. Связано это было с тем, что граф Барселонский ранее был врагом Франко и участвовал в заговоре против него. Поэтому Франко предусмотрел после своей смерти передачу короны старшему сыну графа Барселонского, Хуану Карлосу де Бурбону. Декретом 62 от 22 июля 1969 года Франко назначил 31-летнего Хуана Карлоса, против воли отца, своим «преемником главы испанского государства с титулом короля». Традиционно наследником престола в Испании мог быть только принц Астурийский, но поскольку Франко не обладал полномочиями присвоить титул принца Астурийского Хуану Карлосу, каудильо изобрёл для последнего специальный титул «принца Испании». Титул принца Испании предполагал обращение «Королевское высочество», также его носителю присваивалось воинское звание генерал-капитан — высшее воинское звание в армии Испании, восстановленное Франко в 1938 году. Дизайн личного герба принца, штандартов и другой символики регулировался специальным декретом от 22 апреля 1971 года.
Хуан Карлос носил титул принца Испании до 22 ноября 1975 года, когда он вступил на испанский престол после смерти Франко и, таким образом, остался первым и единственным носителем этого титула.